# 大生郷天満宮
大生郷天満宮（おおのごうてんまんぐう）は、茨城県常総市の神社。

## 歴史
929年（延長7年）に創建された。菅原道真の死後、三男の菅原景行は常陸介として常陸国に赴任した。その際に道真の遺骨を携えており、羽鳥（現・桜川市真壁町羽鳥）に墓をたてた。その後、現在地に移葬し、神社を創建したのが当社の起源である。
明治44年（1911年）に発見された桜川市真壁町羽鳥の歌姫神社にあった石碑と、大生郷天満宮の石碑は、ともに今日では碑文を判読できなくなっているが、菅原景行が羽鳥の地に菅原神社を建立し、後に景行・兼茂・景茂の三兄弟が神社を大生郷に移したことが記されていたという。
このように道真の遺族が創建し、道真の遺骨を祀っていることから「日本三天神」の一つとして挙げられている。関東地方以東では最も古い天満宮といわれている。

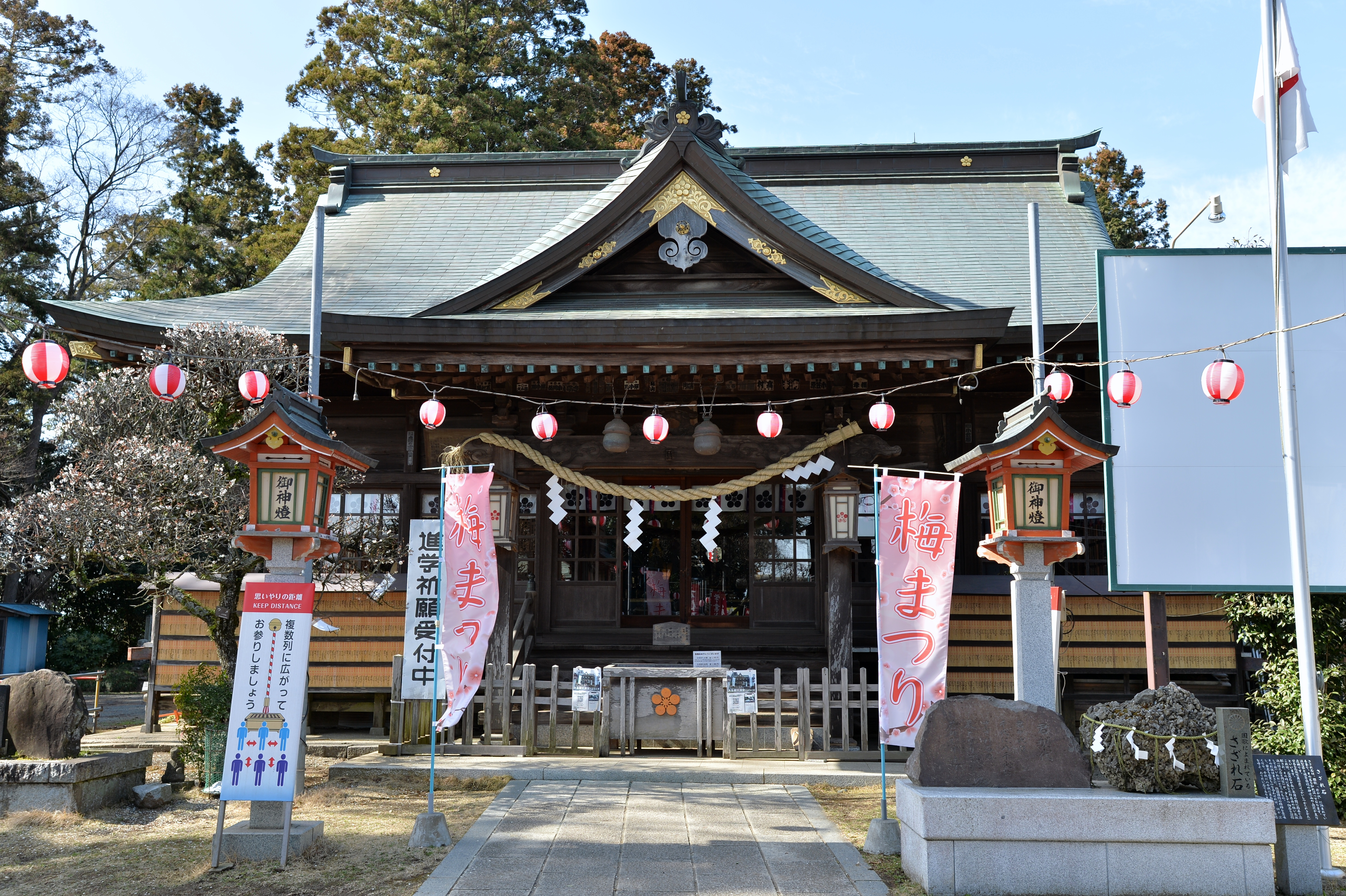
拝殿
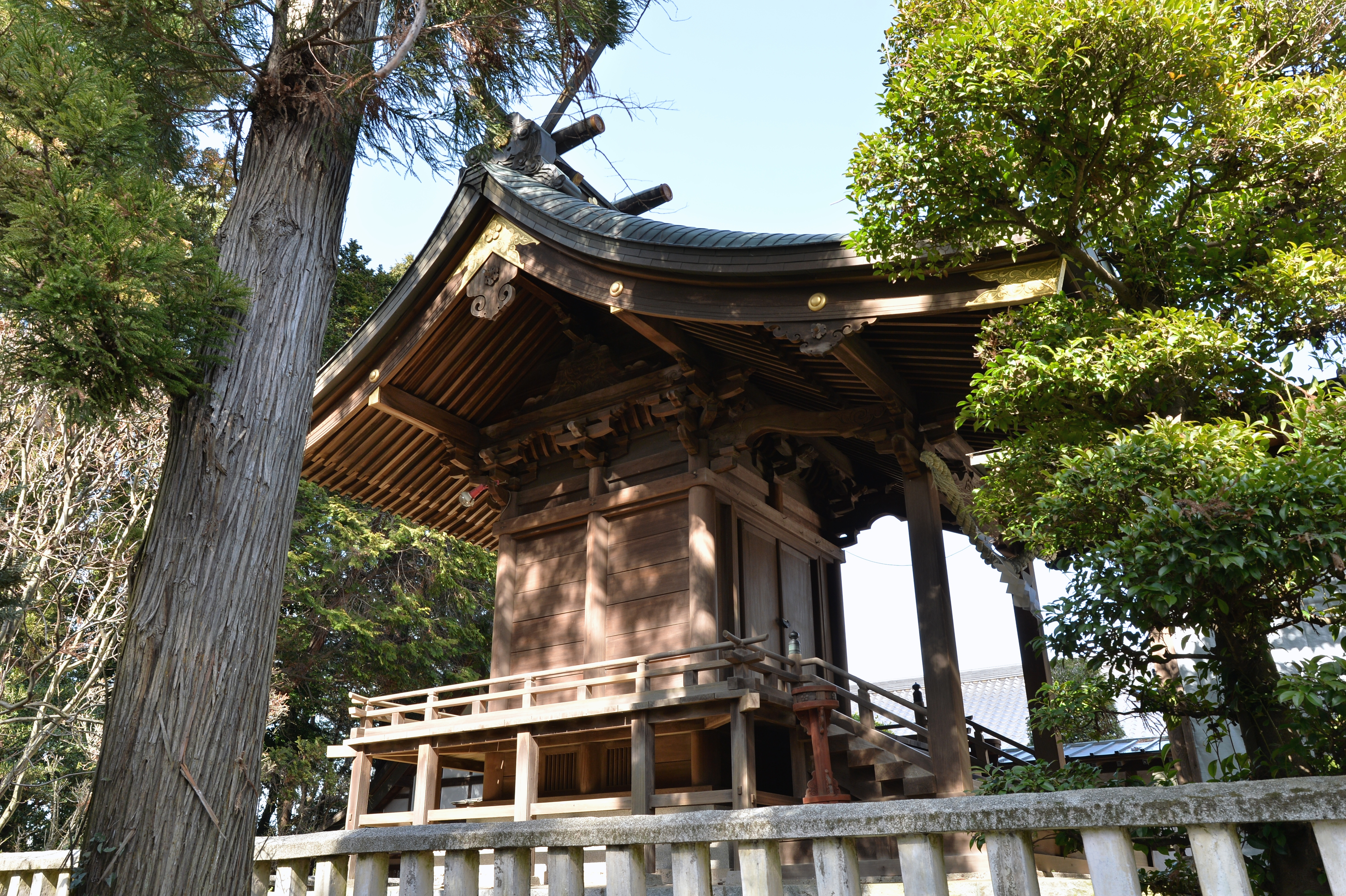
本殿
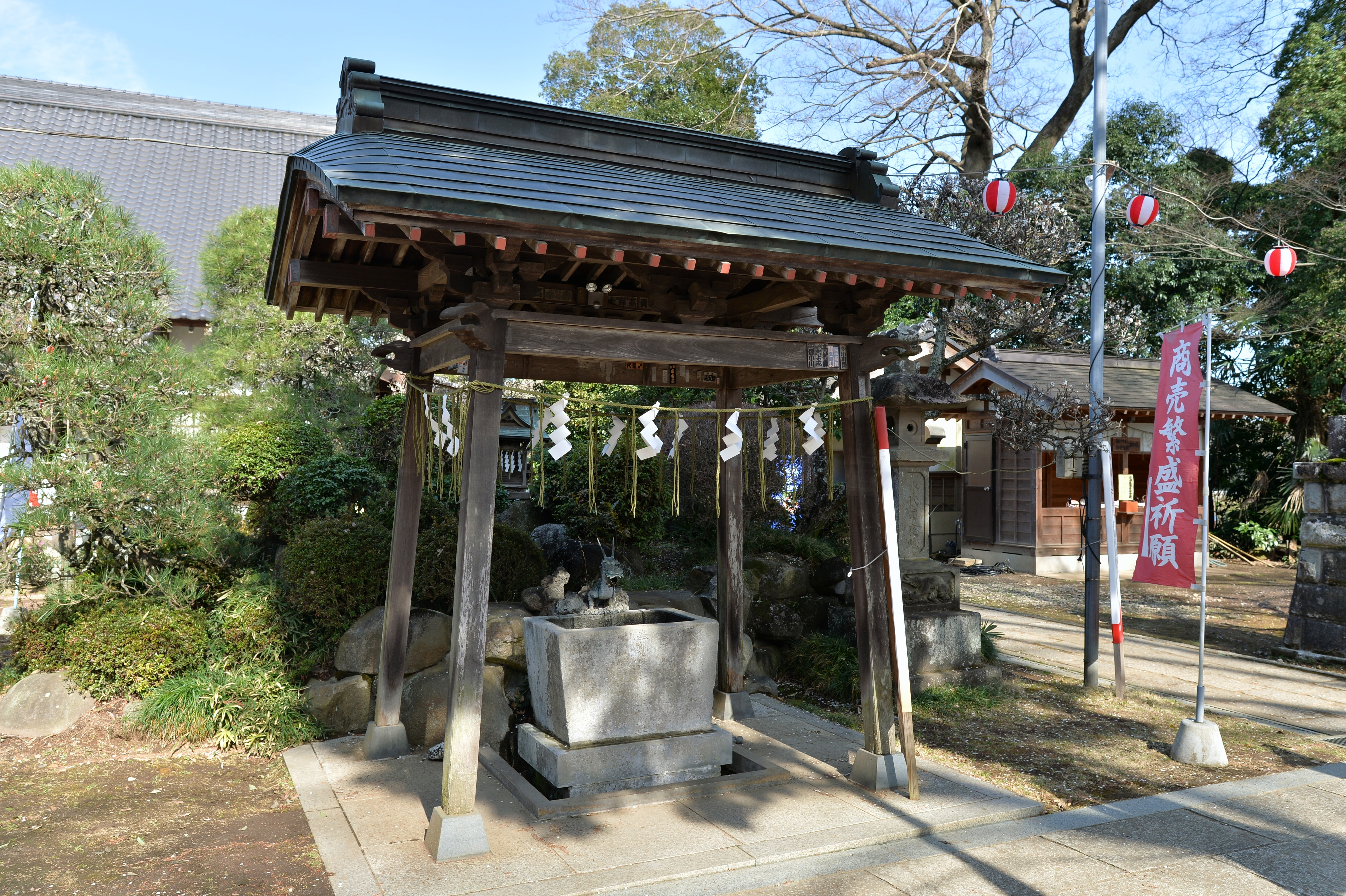
手水社
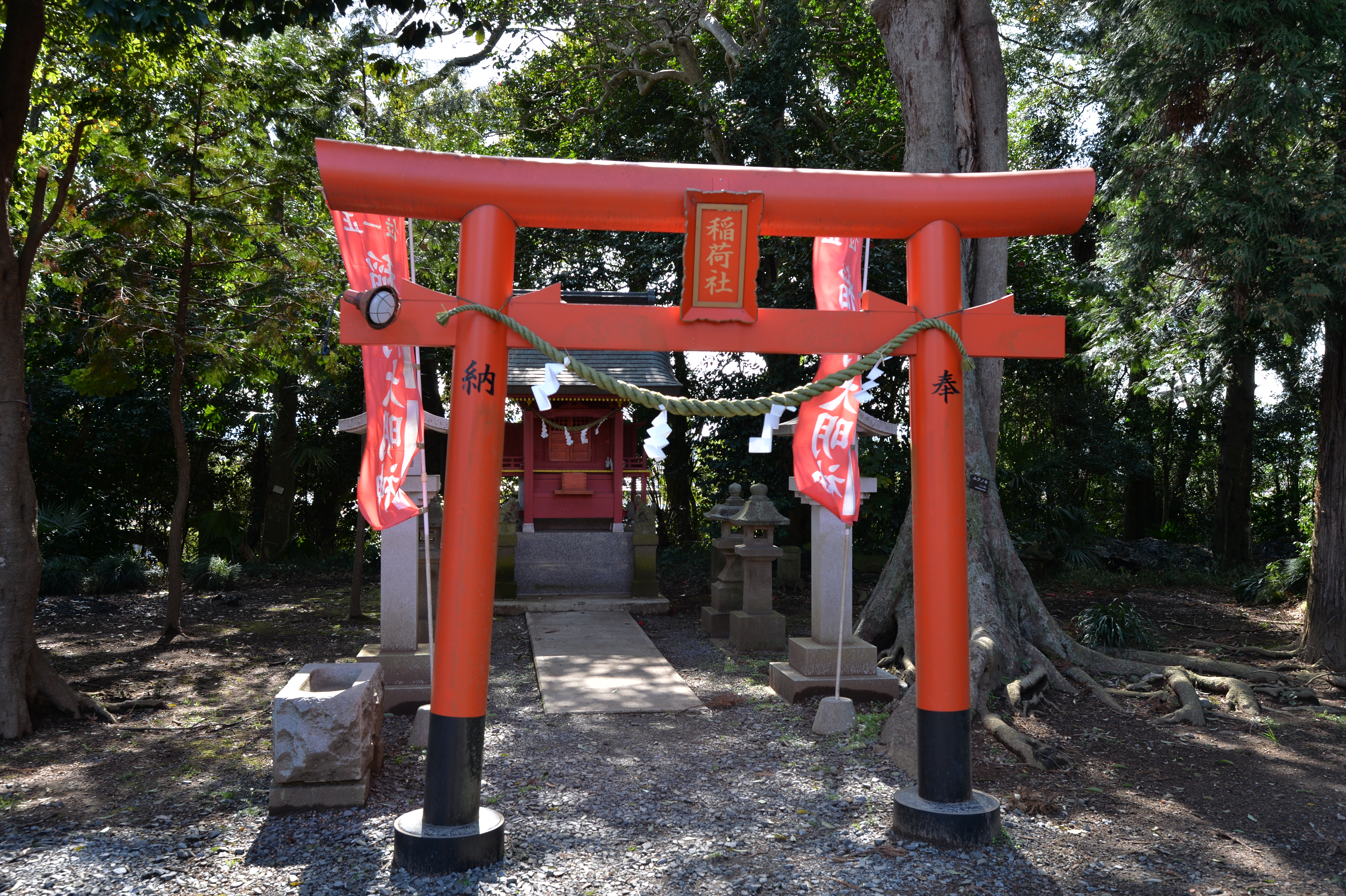
境内にある稲荷社

## 文化財
- 絹本着色御廟天神画（茨城県指定文化財 昭和35年12月13日指定）[4]
- 絹本着色神酒天神画（茨城県指定文化財 昭和35年12月13日指定）[5]
- 紙本着色北野天神縁起絵巻（茨城県指定文化財 昭和35年12月13日指定）[6]
- 絹本着色三十六歌仙絵（茨城県指定文化財 昭和35年12月13日指定）[7]
- 絹本著色十一面観音像（常総市指定文化財 昭和59年3月15日指定）[8]

## 交通アクセス
- 水海道駅より車15分。